# Patricia Potter
Patricia Potter (Canterbury, 3 maart 1975) is een Britse actrice.

## Biografie
Potter werd geboren in Canterbury waar zij opgroeide samen met haar zus en ouders op een boerderij. Het acteren leerde zij aan het London Academy of Music and Dramatic Art in Londen.
Potter begon in 1997 met acteren in de televisieserie Soldier Soldier, waarna zij nog meerdere rollen speelde in televisieseries en films. Zij is vooral bekend van haar rol als Diane Lloyd in de televisieserie Holby City waar zij in 168 afleveringen speelde (2002-2007).
Potter is in 2007 getrouwd met wie zij in 2009 een tweeling kreeg. In 2006 liep Potter de marathon van Londen in een tijd van 4:53:54, zij haalde hiermee £3,000 op voor een liefdadigheidsinstelling.

## Filmografie

### Films
- 2018 Patrick - als Caroline
- 2017 Just Charlie - als Susan Lyndsay
- 2015 Bridgend - als Rachel
- 2014 Bonobo - als Eva
- 2012 Red Lights - als dokter
- 2011 Comic Relief: Uptown Downstairs Abbey - als dochter
- 1998 Shakespeare in Love - als derde hoer

### Televisieseries
Uitgezonderd eenmalige gastrollen.
- 2016-2017 Doctors - als Jane Fairweather - 12 afl.
- 2012 DCI Banks - als Pamela Jefferies - 2 afl.
- 2011 Law & Order: UK - als Yvette Dyer - 3 afl.
- 2002-2007 Holby City - als Diane Lloyd - 168 afl.
- 2005 Casualty @ Holby City - als Diane Lloyd - 2 afl.
- 1999-2000 Brookside - als Victoria Seagram Wilcox - 6 afl.